# Ögan
Ögan är ett naturreservat omkring vattendraget med detta namn i Älvdalens kommun i Dalarnas län.
Området är naturskyddat sedan 2018 och är 107 hektar stort. Reservatet består av våtmarker och gamla tallar.